# Amara Traoré
Amara Traoré (ur. 25 września 1965 w Saint Louis) – senegalski piłkarz, były trener klubu ASC Linguère i reprezentacji Senegalu(2009-2012). Podczas piłkarskiej kariery grał kolejno w takich klubach jak SC Bastia, Le Mans FC, FC Gueugnon, FC Metz, LB Châteauroux i ponownie FC Gueugnon. Razem z reprezentacją Senegalu uczestniczył w Mistrzostwach Świata 2002. Łącznie rozegrał dla niej 37 meczów i strzelił 14 goli.